# Crépy, Pas-de-Calais
Crépy är en kommun i departementet Pas-de-Calais i regionen Hauts-de-France i norra Frankrike. Kommunen ligger i kantonen Fruges som tillhör arrondissementet Montreuil. År 2022 hade Crépy 158 invånare.

## Befolkningsutveckling
Antalet invånare i kommunen Crépy
| Referens: INSEE |